# Étienne Tempier
Étienne Tempier (mort el 3 de setembre del 1279) fou bisbe de París a finals del segle xiii. Se'l recorda sobretot per promulgar el 7 de març del 1277 la condemna de 219 tesis filosòfiques d'influència aristotèlica, defensades per Siger de Brabant i els mestres averroistes de la facultat d'arts de la Universitat de París, on ja el 1270 hi havia hagut una condemna d'alguns articles sobre temes semblants.